# Coffs Harbour
Coffs Harbour – miasto w Australii, w stanie Nowa Południowa Walia na wybrzeżu Oceanu Spokojnego. Jest ośrodkiem turystycznym i jednym z centrów uprawiania surfingu.
Miasto otaczają uprawy bananów.